# Remaucourt (Ardennes)
Pour les articles homonymes, voir Remaucourt.
Remaucourt est une commune française située dans le département des Ardennes, en région Grand Est.

## Géographie

### Localisation
|               | Chaumont-Porcien |         |
| Seraincourt   | Remaucourt       | Chappes |
| Saint-Fergeux | Son              |         |

Le village est situé à la frontière entre la Champagne crayeuse et le bocage du Porcien. Il se trouve à 16 km de Rethel par l'ex-RN 46 (actuelle RD 946).

### Géologie et relief

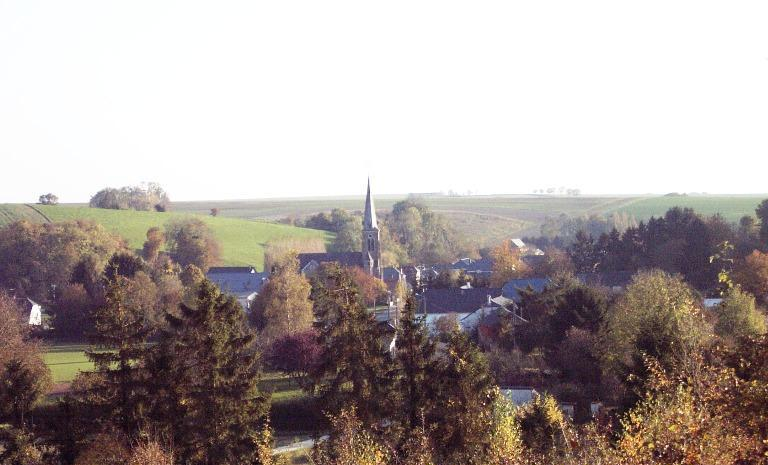

Hydrogéologie et climatologie : Système d’information pour la gestion des eaux souterraines en Seine-Normandie, par le BRGM :
Territoire communal : Occupation du sol (Corinne Land Cover); Cours d'eau (BD Carthage),
Géologie : Carte géologique; Coupes géologiques et techniques,
 Hydrogéologie : Masses d'eau souterraine; BD Lisa; Cartes piézométriques.

### Sismicité
Commune située dans une zone de sismicité faible.

### Intercommunalité
Commune membre de la Communauté de communes des crêtes préardennaises.

### Hydrographie
La commune est dans la région hydrographique « la Seine du confluent de l'Oise (inclus) à l'embouchure » au sein du bassin Seine-Normandie. Elle est drainée par le ruisseau de la Piscine,.

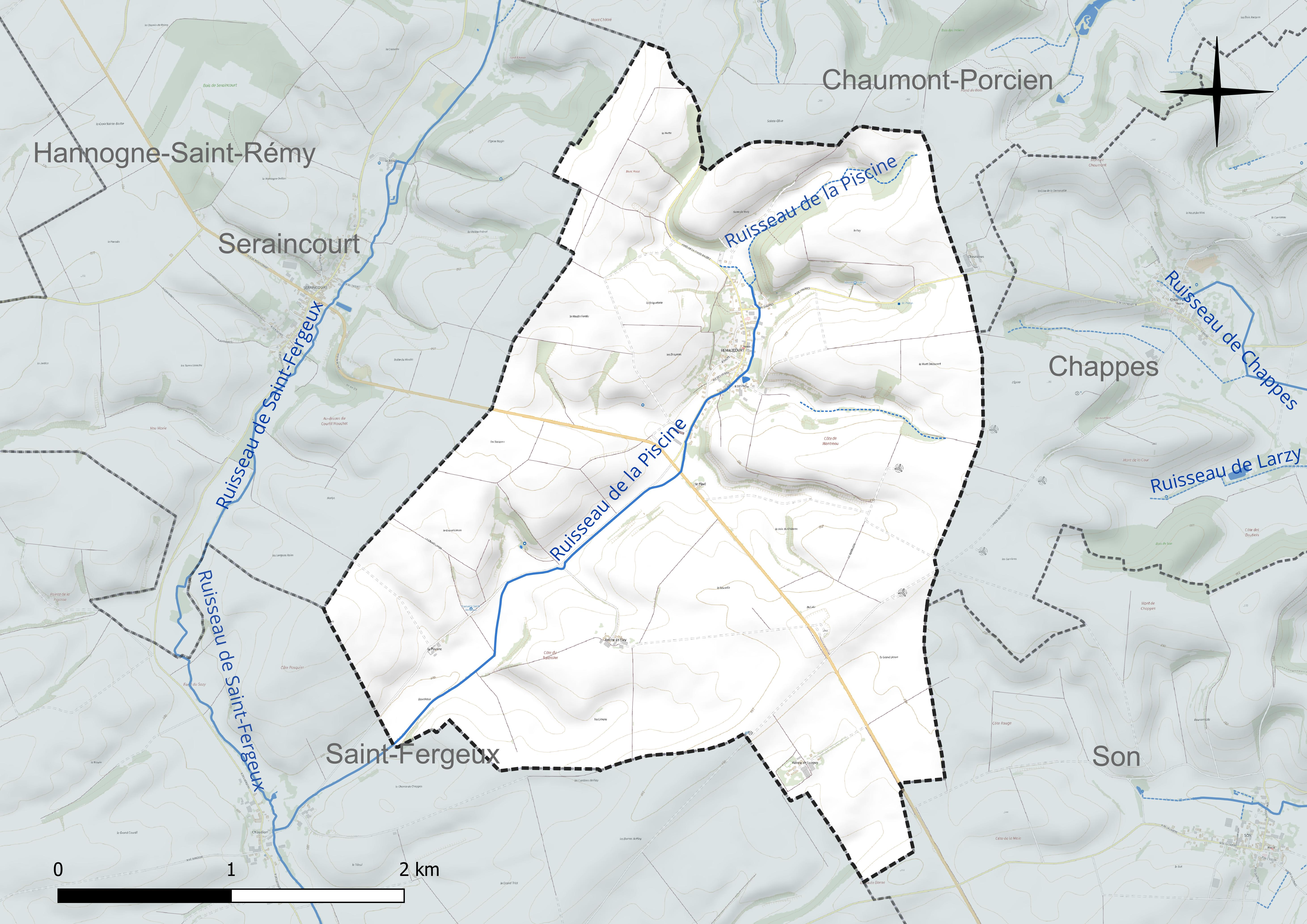
Réseau hydrographique de Remaucourt.

### Climat
Pour des articles plus généraux, voir Climat du Grand Est et Climat des Ardennes.
En 2010, le climat de la commune est de type climat des marges montargnardes, selon une étude du Centre national de la recherche scientifique s'appuyant sur une série de données couvrant la période 1971-2000. En 2020, Météo-France publie une typologie des climats de la France métropolitaine dans laquelle la commune est exposée à un climat océanique altéré et est dans la région climatique Nord-est du bassin Parisien, caractérisée par un ensoleillement médiocre, une pluviométrie moyenne régulièrement répartie au cours de l’année et un hiver froid (3 °C).
Pour la période 1971-2000, la température annuelle moyenne est de 10,3 °C, avec une amplitude thermique annuelle de 15,6 °C. Le cumul annuel moyen de précipitations est de 851 mm, avec 13 jours de précipitations en janvier et 9,3 jours en juillet. Pour la période 1991-2020, la température moyenne annuelle observée sur la station météorologique de Météo-France la plus proche, « Banogne-Recouvrance », sur la commune de Banogne-Recouvrance à 9 km à vol d'oiseau, est de 11,1 °C et le cumul annuel moyen de précipitations est de 773,4 mm. 
La température maximale relevée sur cette station est de 40,8 °C, atteinte le 25 juillet 2019 ; la température minimale est de −14 °C, atteinte le 10 janvier 2003,,.
Les paramètres climatiques de la commune ont été estimés pour le milieu du siècle (2041-2070) selon différents scénarios d'émission de gaz à effet de serre à partir des nouvelles projections climatiques de référence DRIAS-2020. Ils sont consultables sur un site dédié publié par Météo-France en novembre 2022.

## Urbanisme

### Typologie
Au 1er janvier 2024, Remaucourt est catégorisée commune rurale à habitat dispersé, selon la nouvelle grille communale de densité à 7 niveaux définie par l'Insee en 2022.
Elle est située hors unité urbaine et hors attraction des villes,.

### Occupation des sols
L'occupation des sols de la commune, telle qu'elle ressort de la base de données européenne d’occupation biophysique des sols Corine Land Cover (CLC), est marquée par l'importance des territoires agricoles (95,6 % en 2018), une proportion identique à celle de 1990 (95,6 %). La répartition détaillée en 2018 est la suivante : 
terres arables (92 %), zones urbanisées (4,3 %), zones agricoles hétérogènes (3,7 %). L'évolution de l’occupation des sols de la commune et de ses infrastructures peut être observée sur les différentes représentations cartographiques du territoire : la carte de Cassini (XVIIIe siècle), la carte d'état-major (1820-1866) et les cartes ou photos aériennes de l'IGN pour la période actuelle (1950 à aujourd'hui).

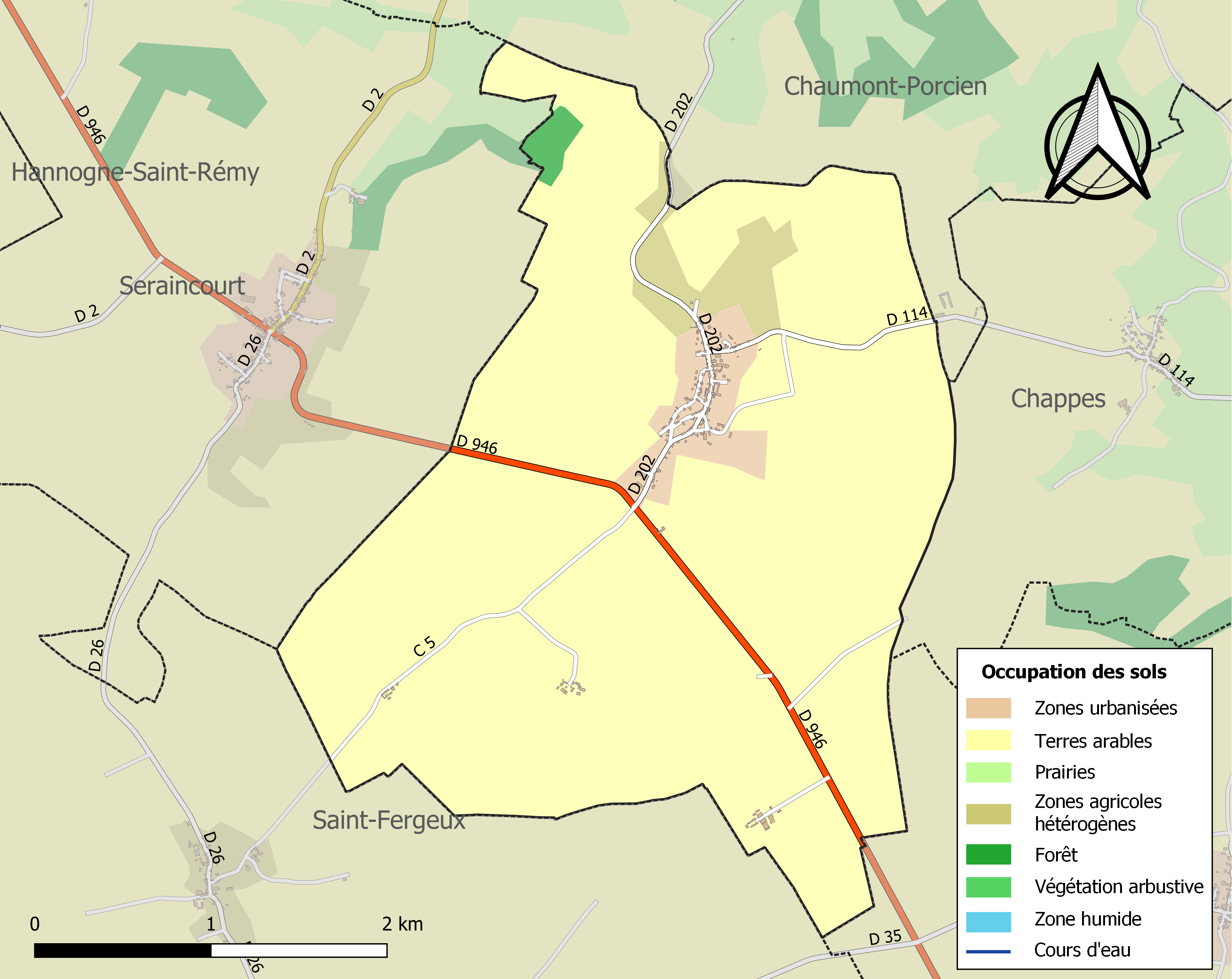
Carte des infrastructures et de l'occupation des sols de la commune en 2018 (CLC).

## Histoire
L'abbaye de Chaumont initialement à Chaumont-Porcien a été relocalisée au début du XVIIe siècle à Remaucourt, au lieu-dit la Piscine. Elle a été détruite à la Révolution.
Deux habitants ont été admis parmi les 4281 Justes parmi les nations de France pour avoir sauvé des personnes juives persécutées par le régime nazi et le gouvernement de Vichy : 
- Georges Dereims[17].
- Lucienne Dereims[18].

## Politique et administration
| Période                                  | Période                      | Identité                                         | Étiquette | Qualité                                             |
| ---------------------------------------- | ---------------------------- | ------------------------------------------------ | --------- | --------------------------------------------------- |
| Les données manquantes sont à compléter. |                              |                                                  |           |                                                     |
| maire en 1837                            | ?                            | Hubert Baudet-Bruneau (1785-1848)                |           | Laboureur, propriétaire Conseiller d'arrondissement |
| mars 2001                                | En cours (au 3 juillet 2020) | Jean-Pierre Douté Réélu pour le mandat 2020-2026 |           | Ancien agriculteur Réélu pour le mandat 2014-2020   |

### Budget et fiscalité 2021
En 2021, le budget de la commune était constitué ainsi :
- total des produits de fonctionnement : 187 000 €, soit 1 063 € par habitant ;
- total des charges de fonctionnement : 98 000 €, soit 558 € par habitant ;
- total des ressources d'investissement : 138 000 €, soit 783 € par habitant ;
- total des emplois d'investissement : 135 000 €, soit 765 € par habitant ;
- endettement : 470 000 €, soit 964 € par habitant.

Avec les taux de fiscalité suivants :
- taxe d'habitation : 21,44 % ;
- taxe foncière sur les propriétés bâties : 43,64 % ;
- taxe foncière sur les propriétés non bâties : 31,21 % ;
- taxe additionnelle à la taxe foncière sur les propriétés non bâties : 0,00 % ;
- cotisation foncière des entreprises : 0,00 %.

Chiffres clés Revenus et pauvreté des ménages en 2020 : médiane en 2020 du revenu disponible, par unité de consommation : 20 390 €.

## Économie

### Entreprises et commerces

#### Agriculture
- Culture de céréales, de légumineuses et de graines oléagineuses.
- Élevage d'autres animaux.

#### Tourisme
- Hébergements et restauration à Dourmely-Bégny, Wasigny, Rethel.

#### Commerces
- Commerces et services de proximité à Saulces-Monclin, Château-Porcien, Rethel, Rozoy-sur-Serre.

## Population et société

### Démographie

#### Pyramide des âges
L'évolution du nombre d'habitants est connue à travers les recensements de la population effectués dans la commune depuis 1793. Pour les communes de moins de 10 000 habitants, une enquête de recensement portant sur toute la population est réalisée tous les cinq ans, les populations de référence des années intermédiaires étant quant à elles estimées par interpolation ou extrapolation. Pour la commune, le premier recensement exhaustif entrant dans le cadre du nouveau dispositif a été réalisé en 2004.

En 2022, la commune comptait 173 habitants, en évolution de +1,17 % par rapport à 2016 (Ardennes : −2,97 %, France hors Mayotte : +2,11 %).
| 1793 | 1800 | 1806 | 1821 | 1831 | 1836 | 1841 | 1846 | 1851 |
| ---- | ---- | ---- | ---- | ---- | ---- | ---- | ---- | ---- |
| 313  | 345  | 383  | 375  | 425  | 411  | 410  | 429  | 442  |

| 1866 | 1872 | 1876 | 1881 | 1886 | 1891 | 1896 | 1901 | 1906 |
| ---- | ---- | ---- | ---- | ---- | ---- | ---- | ---- | ---- |
| 371  | 362  | 368  | 345  | 332  | 295  | 313  | 302  | 264  |

| 1911 | 1921 | 1926 | 1931 | 1936 | 1946 | 1954 | 1962 | 1968 |
| ---- | ---- | ---- | ---- | ---- | ---- | ---- | ---- | ---- |
| 269  | 198  | 218  | 206  | 207  | 167  | 191  | 222  | 198  |

| 1975 | 1982 | 1990 | 1999 | 2004 | 2006 | 2009 | 2014 | 2019 |
| ---- | ---- | ---- | ---- | ---- | ---- | ---- | ---- | ---- |
| 161  | 135  | 135  | 135  | 156  | 156  | 155  | 167  | 177  |

| 2022 | - | - | - | - | - | - | - | - |
| ---- | - | - | - | - | - | - | - | - |
| 173  | - | - | - | - | - | - | - | - |

### Enseignement
Établissements d'enseignements :
- Écoles maternelles à Chaumont-Porcien, Hannogne-Saint-Rémy, Château-Porcien, Wasigny, Rocquigny.
- Écoles primaires à Chaumont-Porcien, Hannogne-Saint-Rémy, Château-Porcien, Wasigny, Rocquigny.

Collèges à Rethel, Rozoy-sur-Serre, Sault-lès-Rethel, Asfeld.
- Lycées à Rethel.

### Santé
Professionnels et établissements de santé :
- Médecins à Chaumont-Porcien, Wasigny,
- Pharmacies à Château-Porcien, Rozoy-sur-Serre, Novion-Porcien, Rethel.
- Hôpitaux à Rethel, Vervins, Saint-Michel, Hirson.

### Cultes
- Culte catholique, Paroisse Saint-Berthauld en Ardenne[30], Diocèse de Reims (ancien Diocèse des Ardennes).
- Culte protestant à Parfondeval (Aisne), Temple protestant, rue du Temple, construit en 1858[31].

## Lieux et monuments

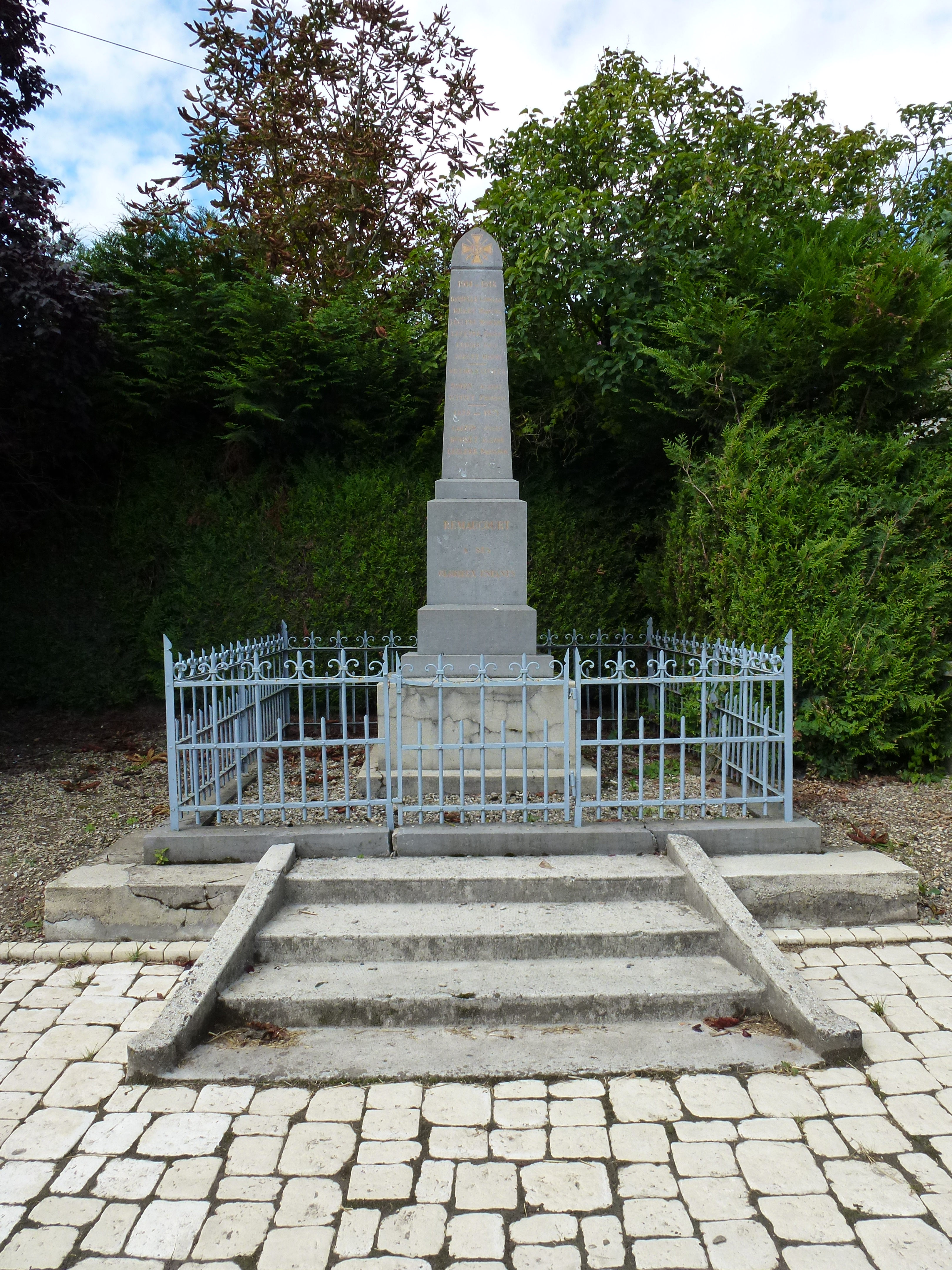
Monument aux morts.
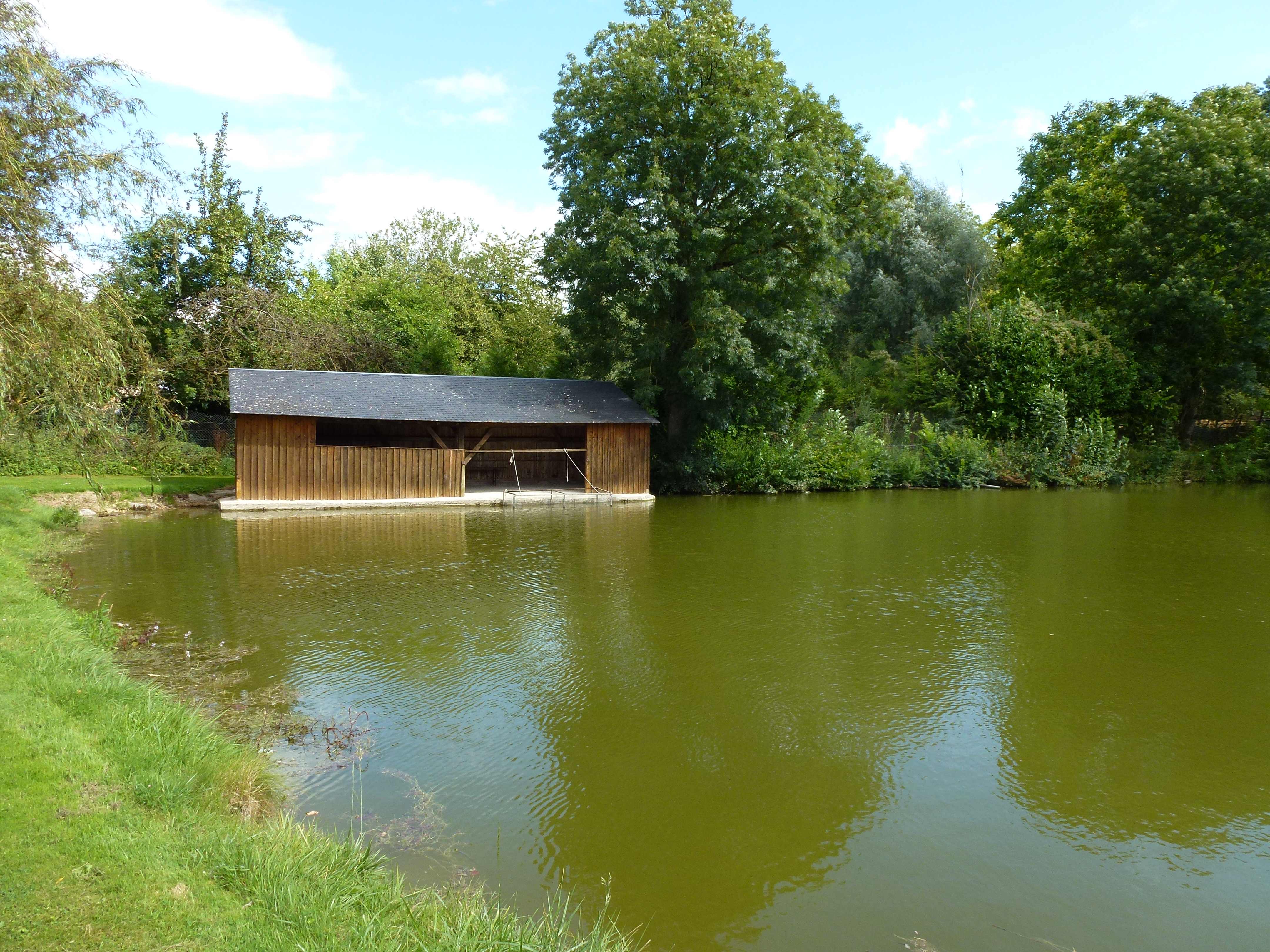
Étang.
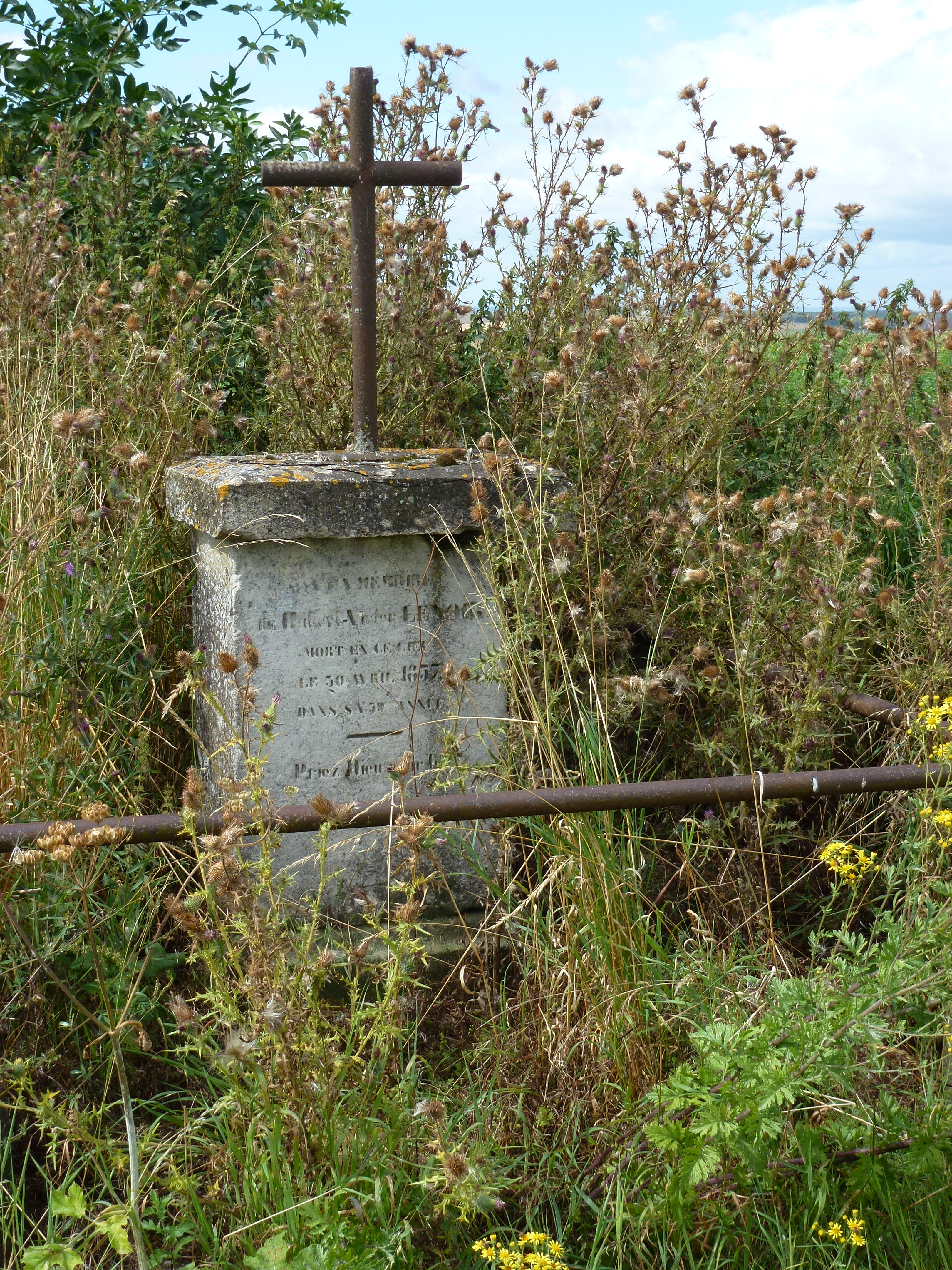
Croix de chemin.

- Église de la Nativité[32].

Deux reliefs (éléments de retable)
Fonts baptismaux (cuve baptismale).
Autel secondaire,.
- Monument aux morts[37] : Conflits commémorés : 1870-1871-  1914-1918.
- Croix de chemin.
- Lavoir.

## Fête patronale
Chaque année, le premier dimanche de septembre.